# Marco Schwarz
Marco Schwarz (ur. 16 sierpnia 1995 w Villach) – austriacki narciarz alpejski, srebrny medalista igrzysk olimpijskich, wielokrotny medalista mistrzostw świata i trzykrotny medalista mistrzostw świata juniorów.

## Kariera
Po raz pierwszy na arenie międzynarodowej Marco Schwarz pojawił się 3 grudnia 2010 roku w Jerzens, gdzie w zawodach juniorskich zajął 47. miejsce w gigancie. W 2012 roku wystartował na igrzyskach olimpijskich młodzieży w Innsbrucku, gdzie zwyciężył w superkombinacji, gigancie oraz zawodach drużynowych. Dwa lata później wystąpił na mistrzostwach świata juniorów w Jasnej, gdzie zwyciężył w supergigancie. Na tej samej imprezie był też trzeci w zjeździe, przegrywając tylko z Adrianem Smisethem Sejerstedem z Norwegii i Niemcem Thomasem Dreßenem. Podczas rozgrywanych w 2015 roku mistrzostw świata juniorów w Hafjell zdobył srebrny medal w slalomie, ulegając jedynie Norwegowi Henrikowi Kristoffersenowi.
W zawodach Pucharu Świata zadebiutował 16 listopada 2014 roku w Levi, gdzie nie zakwalifikował się do drugiego przejazdu slalomu. Pierwsze punkty w zawodach tego cyklu wywalczył 12 grudnia 2015 roku w Val d’Isère, zajmując 19. miejsce w gigancie. Na podium zawodów tego cyklu pierwszy raz stanął 22 grudnia 2015 roku w Madonna di Campiglio, kończąc rywalizację w slalomie na trzeciej pozycji. W zawodach tych wyprzedzili go jedynie Henrik Kristoffersen i kolejny Austriak, Marcel Hirscher. Pierwsze zwycięstwo odniósł natomiast 1 stycznia 2019 roku w Oslo, gdzie był najlepszy w slalomie równoległym. W sezonie 2020/2021 zajął trzecie miejsce w klasyfikacji generalnej, a w klasyfikacji slalomu był najlepszy. Ponadto w sezonie 2018/2019 był drugi w klasyfikacji superkombinacji.
W 2017 roku wystąpił na mistrzostwach świata w Sankt Moritz, zajmując siódme miejsce w slalomie. Na rozgrywanych rok później na igrzyskach olimpijskich w Pjongczangu zdobył srebrny medal w zawodach drużynowych. Indywidualnie był jedenasty w supergigancie i czwarty w superkombinacji, gdzie walkę o podium przegrał z Francuzem Victorem Muffat-Jeandetem o 0,33 sekundy. Podczas mistrzostw świata w Åre w 2019 roku zdobył trzy medale. Najpierw zajął trzecie miejsce w kombinacji, był drugi w zawodach drużynowych, a następnie stanął na najniższym stopniu podium w slalomie. Był także trzeci w gigancie na mistrzostwach świata w Cortinie d’Ampezzo w 2021 roku, plasując się za Francuzem Mathieu Faivre'em i Włochem Lucą De Aliprandinim. Na rozgrywanych w 2023 roku mistrzostwach świata w Courchevel/Méribel zdobył srebrny medal w kombinacji, rozdzielając Francuza Alexisa Pinturaulta i swego rodaka, Raphaela Haasera. Na tej samej imprezie był też trzeci w gigancie, za dwoma Szwajcarami: Marco Odermattem i Loïkiem Meillardem.

## Osiągnięcia

### Igrzyska olimpijskie
| Miejsce | Dzień     | Rok  | Miejscowość | Konkurencja     | Czas biegu | Strata | Zwycięzca       |
| ------- | --------- | ---- | ----------- | --------------- | ---------- | ------ | --------------- |
| 4.      | 13 lutego | 2018 | Pjongczang  | Superkombinacja | 2:06,52    | +1,35  | Marcel Hirscher |
| 11.     | 22 lutego | 2018 | Pjongczang  | Slalom          | 1:38,99    | +1,20  | André Myhrer    |
| 2.      | 24 lutego | 2018 | Pjongczang  | Drużynowo       | –          | –      | Szwajcaria      |
| 5.      | 10 lutego | 2022 | Pekin       | Superkombinacja | 2:31,43    | +1,28  | Johannes Strolz |
| 14.     | 13 lutego | 2022 | Pekin       | Gigant          | 2:09,35    | +3,12  | Marco Odermatt  |
| 17.     | 16 lutego | 2022 | Pekin       | Slalom          | 1:44,09    | +2,52  | Clément Noël    |

### Mistrzostwa świata
| Miejsce | Dzień     | Rok  | Miejscowość        | Konkurencja       | Czas biegu | Strata | Zwycięzca              |
| ------- | --------- | ---- | ------------------ | ----------------- | ---------- | ------ | ---------------------- |
| DNF2    | 13 lutego | 2017 | Sankt Moritz       | Superkombinacja   | 2:26,33    | –      | Luca Aerni             |
| 7.      | 19 lutego | 2017 | Sankt Moritz       | Slalom            | 1:34,75    | +1,11  | Marcel Hirscher        |
| 3.      | 11 lutego | 2019 | Åre                | Superkombinacja   | 1:47,71    | +0,46  | Alexis Pinturault      |
| 2.      | 12 lutego | 2019 | Åre                | Zawody drużynowe  | –          | –      | Szwajcaria             |
| 5.      | 15 lutego | 2019 | Åre                | Gigant            | 2:20,24    | +1,04  | Henrik Kristoffersen   |
| 3.      | 17 lutego | 2019 | Åre                | Slalom            | 2:05,86    | +0,76  | Marcel Hirscher        |
| 1.      | 15 lutego | 2021 | Cortina d’Ampezzo  | Superkombinacja   | 2:05,86    | –      | –                      |
| DNQ     | 16 lutego | 2021 | Cortina d’Ampezzo  | Gigant równoległy | –          | –      | Mathieu Faivre         |
| 3.      | 19 lutego | 2021 | Cortina d’Ampezzo  | Gigant            | 2:05,86    | +0,87  | Mathieu Faivre         |
| DNF2    | 21 lutego | 2021 | Cortina d’Ampezzo  | Slalom            | 1:46,48    | –      | Sebastian Foss Solevåg |
| 2.      | 7 lutego  | 2023 | Courchevel/Méribel | Kombinacja        | 1:53,31    | +0,10  | Alexis Pinturault      |
| 6.      | 9 lutego  | 2023 | Courchevel/Méribel | Supergigant       | 1:07,22    | +0,59  | James Crawford         |
| 4.      | 12 lutego | 2023 | Courchevel/Méribel | Zjazd             | 1:47,05    | +0,93  | Marco Odermatt         |
| 3.      | 17 lutego | 2023 | Courchevel/Méribel | Gigant            | 2:34,08    | +0,40  | Marco Odermatt         |
| 6.      | 19 lutego | 2023 | Courchevel/Méribel | Slalom            | 1:39,50    | +0,65  | Henrik Kristoffersen   |

### Mistrzostwa świata juniorów
| Miejsce | Dzień     | Rok  | Miejscowość | Konkurencja     | Czas biegu | Strata | Zwycięzca                |
| ------- | --------- | ---- | ----------- | --------------- | ---------- | ------ | ------------------------ |
| DNF2    | 26 lutego | 2014 | Jasná       | Superkombinacja | 2:21,69    | –      | Matteo De Vettori        |
| 1.      | 26 lutego | 2014 | Jasná       | Supergigant     | 1:30,63    | –      | –                        |
| 3.      | 2 marca   | 2014 | Jasná       | Zjazd           | 1:17,31    | +0,09  | Adrian Smiseth Sejersted |
| 26.     | 4 marca   | 2014 | Jasná       | Gigant          | 2:03,14    | +4,89  | Henrik Kristoffersen     |
| DNF1    | 5 marca   | 2014 | Jasná       | Slalom          | 1:37,21    | –      | Henrik Kristoffersen     |
| DNF1    | 8 marca   | 2015 | Hafjell     | Gigant          | 2:23,37    | –      | Henrik Kristoffersen     |
| 2.      | 9 marca   | 2015 | Hafjell     | Slalom          | 1:37,55    | +1,55  | Henrik Kristoffersen     |
| 5.      | 11 marca  | 2015 | Hafjell     | Kombinacja      | 1:58,25    | +1,47  | Loïc Meillard            |
| 23.     | 11 marca  | 2015 | Hafjell     | Supergigant     | 1:15.87    | +1,70  | Miha Hrobat              |

### Puchar Świata

#### Miejsca w klasyfikacji generalnej
- sezon 2014/2015: –
- sezon 2015/2016: 34.
- sezon 2016/2017: 66.
- sezon 2017/2018: 39.
- sezon 2018/2019: 9.
- sezon 2019/2020: 18.
- sezon 2020/2021: 3.
- sezon 2021/2022: 22.
- sezon 2022/2023: 7.
- sezon 2023/2024:

#### Miejsca na podium w zawodach
1. Madonna di Campiglio – 22 grudnia 2015 (slalom) – 3. miejsce
2. Naeba – 14 lutego 2016 (slalom) – 3. miejsce
3. Madonna di Campiglio – 22 grudnia 2018 (slalom) – 2. miejsce
4. Oslo – 1 stycznia 2019 (slalom równoległy) – 1. miejsce
5. Wengen – 18 stycznia 2019 (superkombinacja) – 1. miejsce
6. Adelboden – 12 stycznia 2020 (slalom) – 3. miejsce
7. Kitzbühel – 26 stycznia 2020 (slalom) – 2. miejsce
8. Alta Badia – 21 grudnia 2020 (slalom) – 3. miejsce
9. Zagrzeb – 6 stycznia 2021 (slalom) – 3. miejsce
10. Adelboden – 10 stycznia 2021 (slalom) – 1. miejsce
11. Flachau – 16 stycznia 2021 (slalom) – 3. miejsce
12. Flachau – 17 stycznia 2021 (slalom) – 2. miejsce
13. Chamonix – 30 stycznia 2021 (slalom) – 3. miejsce
14. Schladming – 25 stycznia 2023 (gigant) – 3. miejsce
15. Palisades Tahoe – 25 lutego 2023 (gigant) – 1. miejsce
16. Soldeu – 16 marca 2023 (supergigant) – 2. miejsce
17. Soldeu – 18 marca 2023 (gigant) – 3. miejsce
18. Gurgl – 18 listopada 2023 (slalom) – 2. miejsce
19. Val d’Isère – 9 grudnia 2023 (gigant) – 2. miejsce
20. Alta Badia – 18 grudnia 2023 (gigant) – 2. miejsce
21. Madonna di Campiglio – 22 grudnia 2023 (slalom) –  1. miejsce